# Ivan Hašek
Ivan Hašek (Městec Králové, 6 de setembro de 1963), é um treinador e ex-futebolista tcheco que atuava como Meio-campo.

## Carreira
Hasek fez parte do elenco da Tchecoslováquia na Copa de 1990.

## Títulos

### Futebolista
Sparta Prague
- Campeonato Tchecoslovaco: 1983–84, 1984–85, 1986–87, 1988-88, 1988–89
- Copa da Tchecoslováquia: 1983–84, 1987–88, 1988–89

### Treinador
Sparta Prague
- Campeonato Tcheco: 1999–2000, 2000–01

Al-Ahli
- UAE Football League: 2009–10
- UAE Super Cup: 2008–09
- UAE Pro-League: 2008–09

Al-Hilal
- Saudi Crown Prince Cup: 2011–12